# Miss Costa de Marfil
Miss Costa de Marfil (en francés: Miss Côte d'Ivoire) es un concurso de belleza nacional en Costa de Marfil. Se encarga de seleccionar a las representantes del país para los concursos Miss Mundo y Miss Universo.

## Ganadoras
| Año  | Miss Costa de Marfil     |
| ---- | ------------------------ |
| 1956 | Marthe Niankoury         |
| 1965 | Monique Kessié           |
| 1985 | Rose-Armande Oulla       |
| 1986 | Marie-Françoise Kouamé   |
| 1987 | Georgette Bailly         |
| 1988 | Cecilia Valentin         |
| 1989 | Murielle Edoukou         |
| 1993 | Lydie Aka                |
| 1996 | Hermine Mimi             |
| 1997 | Aicha Rami Kéïta         |
| 1998 | Laeticia N'Cho           |
| 1999 | Sylviane Dodoo           |
| 2000 | Linda Delon              |
| 2001 | Nadia Gaëlle Yoboué      |
| 2002 | Yannick Azébian          |
| 2004 | Tania Kessié             |
| 2005 | Séry Djéhi Dorcas        |
| 2006 | Alima Diomandé           |
| 2007 | Bernadette N'zi          |
| 2008 | Murielle-Claude Nanié    |
| 2009 | Dacoury Rosine Gnago     |
| 2010 | Inès Da Sylva            |
| 2011 | Kohiman Kouadio          |
| 2012 | Hélène Valérie Djouka    |
| 2013 | Aissata Dia Ezzedine     |
| 2014 | Jennifer Yéo             |
| 2015 | Andréa Kakou N'Guessan   |
| 2016 | Esther Memel             |
| 2017 | Mandjalia Gbane          |
| 2018 | Fatem Suy                |
| 2019 | Tara Gueye               |
| 2020 | Marilyne Kouadio         |
| 2021 | Olivia Yacé              |
| 2022 | Marlene-Kany Kouassi     |
| 2023 | Mylene Djihony           |
| 2024 | Marie-Emmanuelle Diamala |

## Representación internacional

### Miss Mundo Costa de Marfil
: Declarada como ganadora
     : Terminó como finalista
     : Terminó como una de las semifinalistas o cuartofinalistas
     : Terminó como ganadora de premios especiales
| Año                           | Región     | Miss Mundo Costa de Marfil | Posición en Miss Mundo | Premios especiales                                                                                           | Notas |
| ----------------------------- | ---------- | -------------------------- | ---------------------- | --- | ----- |
| 2025                          | Gontougo   | Fatoumata Coulibaly        | No clasificó           | - Top Model (Top 8)                                                                                          |       |
| 2023                          | Aboisso    | Mylene Djihony             | No clasificó           | |       |
| 2021                          | Yamusukro  | Olivia Yacé                | Segunda finalista      | - Miss Mundo África - Top Model - Multimedia - Mejor Vestido de Diseñador (1.ª finalista) - Talento (Top 27) |       |
| No compitió entre 2018 y 2020 |            |                            |                        | |       |
| 2017                          | Bondoukou  | Mandjalia Gbané            | No clasificó           | |       |
| 2016                          | Yamusukro  | Esther Memel               | No clasificó           | |       |
| 2015                          | Yamusukro  | Andréa N'Guessan           | Top 30                 | - Premio World Designer (Top 10)                                                                             |       |
| 2014                          | Aboisso    | Jennifer Yéo               | No clasificó           | |       |
| 2013                          | Aboisso    | Aïssata Dia                | No clasificó           | |       |
| 2012                          | Divo       | Hélène-Valerie Djouka      | No clasificó           | |       |
| 2011                          | Gagnoa     | Kohiman Kouadio            | No clasificó           | |       |
| 2010                          | N'zi-Comoé | Inès Da Silva              | No clasificó           | |       |
| 2009                          | —          | Dacoury Rosine Gnago       | No clasificó           | |       |
| No compitió entre 1986 y 2008 |            |                            |                        | |       |
| 1985                          | Abiyán     | Rose Armande Oulla         | No clasificó           | |       |

### Miss Universo Costa de Marfil
: Declarada como ganadora
     : Terminó como finalista
     : Terminó como una de las semifinalistas o cuartofinalistas
     : Terminó como ganadora de premios especiales
| Año                           | Región    | Miss Universo Costa de Marfil | Posición en Miss Universo | Premios especiales | Notas |
| ----------------------------- | --------- | ----------------------------- | ------------------------- | ------------------ | ----- |
| 2025                          | Yamusukro | Olivia Yacé                   | Por competir              | Por competir       |       |
| 2024                          | Sud-Comoé | Marie-Emmanuelle Diamala      | No clasificó              |                    |       |
| No compitió entre 1987 y 2023 |           |                               |                           |                    |       |
| 1986                          | Yamusukro | Marie-Françoise Kouamé        | No clasificó              |                    |       |